# 빌 워터슨
윌리엄 보이드 "빌" 워터슨 2세(William Boyd "Bill" Watterson II, 1958년 7월 5일 ~ )는 미국의 만화가로, 《캘빈과 홉스》로 잘 알려져 있다.